# Dactyloscopus lacteus
Dactyloscopus lacteus е вид лъчеперка от семейство Dactyloscopidae. Видът е световно застрашен, със статут Уязвим.

## Разпространение
Разпространен е в Еквадор и Коста Рика.